# Evolution der Gewalt
Evolution der Gewalt (internationaler Titel: Evolution of Violence) ist ein österreichischer Dokumentarfilm aus dem Jahr 2011. Der Film beschreibt die derzeitige Situation und den Umgang mit Gewalt in Guatemala in kausalem Zusammenhang mit der tragischen Geschichte des Landes.
Der Film hatte seine Uraufführung im August 2011 beim Locarno Film Festival in der Nebenreihe Semaine de la Critique. Nach zahlreichen weiteren Festival-Auftritten folgte am 4. Mai 2012 der Kinostart in Österreich. Beim Österreichischen Filmpreis 2013 war Evolution der Gewalt als Bester Dokumentarfilm nominiert.

## Synopsis
Der Guatemaltekische Bürgerkrieg ist lange vorbei, die Menschen wollen vergessen. Doch die Gewalt geht weiter, hat sich ausgebreitet in der Gesellschaft wie ein Krebsgeschwür. Journalisten warten täglich auf das nächste Mordopfer, eine Sozialarbeiterin betreut die Angehörigen von getöteten Frauen. Der globale Hunger nach billigen Ressourcen hat Gewalt gesät, ein Krieg um Bananen hat sich verselbständigt. Unter den Folgeschäden des 36-jährigen Bürgerkrieges leidet die Gesellschaft noch immer. In den Bergen werden Massengräber gefunden, ehemalige Rebellen betrauern ihre Kameraden, und ein Kriegsverbrecher träumt nachts von all dem, was er getan hat. Guatemala kommt nicht zur Ruhe.

## Festivals
- Festival des Films Locarno 2011 – Semaine de la Critique
- Jihlava International Documentary Film Festival 2011 – Official Selection
- Muestra de Cine Europeo de Segovia 2011 – Official Selection
- Il Muestra de Cine Internacional (Guatemala) – Official Selection
- This Human World 2011 – Official Selection
- Diagonale 2012 – Official Selection
- Docu Days Kiev 2012 – Official Selection
- Al Jazeera Documentary Film Festival, Doha 2012 – Official Selection
- Open City Docs London 2012
- Vancouver IFF 2013
- Festival Internacional de Cine de Mar del Plata 2013

## Auszeichnungen
- Österreichischer Filmpreis 2013: Nominierung Bester Dokumentarfilm